# Operador adjunto
En matemáticas, para todo operador lineal sobre un espacio de Hilbert puede definirse su operador adjunto. Este es una generalización del concepto de matriz adjunta al caso de espacios de dimensión infinita.
El adjunto de un operador A, también llamado Adjunto hermítico o Conjugado hermítico (en honor a Charles Hermite) de A se denota por A* o por A†, este último especialmente usado cuando se utiliza junto a la notación Notación de Dirac o Bra-Ket, común en la Mecánica Cuántica.

## Definición
Para definir el operador adjunto a un operador lineal dado, se ha de especificar el dominio de dicho operador y sus imágenes:
| Sea A : DA ⊂ H → H un operador lineal sobre un espacio de Hilbert y sea x ∈ H un vector de dicho espacio. Si para cada vector y ∈ DA en el dominio de A se tiene: {\displaystyle \langle x,Ay\rangle =\langle z,y\rangle {\text{ ,}}} para algún z ∈ H en el espacio, entonces se dice que x está en el dominio del operador adjunto de A, A*, y que z es la imagen de x por dicho operador: {\displaystyle x\in D_{A^{*}}{\text{ , }}z=A^{*}x} |

Nótese que ha de probarse que, tal y como aparecen en la definición, DA* es un subespacio, y que el operador A* es lineal.
Ejemplos.
- Un operador lineal Ax = a·x, donde a ∈ C sea un número complejo, definido en un subespacio D ⊂ H, tiene por operador adjunto a operador A*x = a*·x, definido en todo el espacio de Hilbert H.
- Dentro de las funciones de cuadrado integrable L2, puede definirse el operador momento que básicamente toma derivadas:

{\displaystyle P:D_{P}\subset L^{2}\to L^{2}{\text{ , }}Pf=-if'}

dentro del subespacio DP ⊂ L2 de funciones derivables cuya derivada esté a su vez en L2. El producto escalar de Pf con otra función g es:

{\displaystyle \langle g,\,Pf\rangle =\int \,g^{*}\,(Pf)=-i\int \,g^{*}\,f'}

y puede aplicarse entonces integración por partes siempre que g sea derivable:

{\displaystyle \langle g,\,Pf\rangle =-i\int \,g^{*}\,f'=i\int \,g'^{*}\,f=\int \,(-ig')^{*}\,f}

Para que g esté en el dominio del operador adjunto P*, además de ser derivable, –ig' ha de pertenecer a L2. Por lo tanto, el subespacio DP* es igual a DP, y el operador P* actúa del mismo modo que P, por lo que son idénticos (es decir, el operador P es autoadjunto).